# قطاع الاتصالات في الصومال
قطاع الاتصالات في الصومال تشمل خدمات الاتصالات السلكية واللاسلكية والإنترنت والراديو والمطبوعات والتلفزيون والخدمات البريدية ومعظمها تقع ضمن القطاع الخاص، وبدأت العديد من شركات الاتصالات في توسيع أنشطتها في الخارج، تدير الحكومة الفيدرالية شبكتين رسميتين للإذاعة والتلفزيون، وتوجد في البلاد عدد من المحطات الخاصة والأجنبية، كما تفسح وسائل الإعلام المطبوعة في البلاد المجال بشكل تدريجي لمحطات الإذاعة الإخبارية والبوابات عبر الإنترنت، مع زيادة الاتصال بالإنترنت والوصول إليه. في عام 2012 وافق مجلس وزراء الصومال على قانون الاتصالات الوطنية، وفي 2 أكتوبر 2017، وصادق عليه مجلس الشعب في وقت لاحق وقع رئيس الصومال على قانون الاتصالات الوطني، وأصبح القانون الرسمي الذي ينظم صناعة تكنولوجيا المعلومات والاتصالات، وبموجب هذا القانون، تم إنشاء الهيئة الوطنية للاتصالات (NCA) في جمهورية الصومال الفيدرالية، وتحتل الصومال حاليًا المرتبة الأولى في إفريقيا بالنسبة لبيانات الجوال الأقل تكلفة لكل جيجا بايت والمرتبة السابعة عالميا.

## خلفية تاريخية

### قبل الاستقلال
لم تعرف الصومال قبل الاستقلال الاتصالات بمعناها الحقيقي الآن، إذ كان هذا القطاع الخدمي شبه معدوم أو محدوداً في أيدي دول الاستعمار الأوروبية التي سيطرت على الصومال آنذاك. وكان الشعب الصومالي الذي يقطن منطقة القرن الإفريقي المقدر نسبة السكان فيه 10 ملايين نسمة تقريباً يعتمد على الوسائل التقليدية للاتصال فيما بينهم مثل: إرسال الخطابات والمراسلات باستخدام الأدوات التقليدية كالورق والجلود وغيرها.

### 1960 حتى 1980
في عام 1960 نالت الصومال استقلالها من الدول المستعمرة، ونشأت الجمهورية الصومالية المستقلة الديمقراطية، والتي بدورها قامت بإنشاء قطاع الاتصالات في الصومال. وتمكنت الحكومة من وضع بنية تحتية بسيطة للقطاع، وتوفرت بذلك خدمات الاتصالات في أدنى مستوياتها. ولكن بعد تسع سنوات من الحكم المدني، استولى محمد سياد برى على حكم البلاد بانقلاب أبيض (سلمي)، وأخذ النظام الاشتراكي الماركسي، وطبق ما عرف بـ«الاشتراكية العلمية» في الصومال، وأقام مشاريع عامة واسعة النطاق في البلاد، وتم تأميم الشركات الخاصة العاملة في جميع قطاعات الأعمال المختلفة. وكان للنظام أثر كبير على الاقتصاد، والمثال الحي هو ما حدث في صناعة الاتصالات في الصومال، إذ تم تنظيم هذا القطاع تحت نظام احتكاري واحد مملوك من قبل الدولة والذي تديره وزارة البريد والاتصالات الصومالية التي ورثت نظام تلغرام وشبكات هاتفية متقادمة من الحكومة المدنية السابقة.
وفي الفترة ما بين 1960-1980، كان في الصومال ما يقدر بحوالي 7 آلاف خطاً ثابتاً، وكانت كلها تقريباً في العاصمة الصومالية مقديشو التي كان يسكنها آنذاك أكثر من مليون شخص، ولم يشهد قطاع الاتصالات في الصومال تطوراً ملموساً في تلك الفترة بسبب عدة عوامل منها:
- عدم إعطاء القطاع أولوية.
- كون القطاع حكراً في أيدي الدولة، حيث كانت تدير وحدها شبكات الاتصالات وخدماتها، ولاسيما كانت وزارة البريد والاتصالات الصومالية الجهة الوحيدة التي توفر خدمة الاتصالات وتنظمها.
- الرؤية الضيقة للنظام الاشتراكي نحو الاتصالات؛ إذ إن التجربة العملية للنظم الاشتراكية عبر التاريخ كانت أن الاتصالات الشخصية يُنظر على أنها تشكل تهديداً ومن ثم يجب أن توضع تحت رقابة حكومية صارمة.

### 1980-1991
في بداية عام 1980 تمكنت الحكومة العسكرية الصومالية من تفعيل أكثر من ضعف عدد الخطوط الهاتفية الأرضية، وتحسين خدمة الاتصالات، وتم تحقيق هذا التطور النسبي من خلال الخبرات والموارد السخية التي حصلت عليها الحكومة من الدول الأجنبية، وتبع ذلك «خطة إجمالية» أعدها خبراء من الأمم المتحدة لتحديث البنية التحتية للاتصالات في الصومال، وفي العام نفسه تم إنجاز مشاريع ضخمة أنفقت فيها أكثر من 60 مليون دولار أمريكي، وذلك بعد الحصول على مزيج من القروض والمنح والتقنية المقدمة من اليابان، وفرنسا، وإيطاليا، والصندوق العربي للتنمية، والبنك الإفريقي للتنمية؛ لتطوير قطاع الاتصالات في الصومال؛ وبهذا وصل عدد الخطوط الثابتة في الفترة ما بين 1980-1991م إلى 17 ألف خطاً ثابتاً.

### 1991-1993

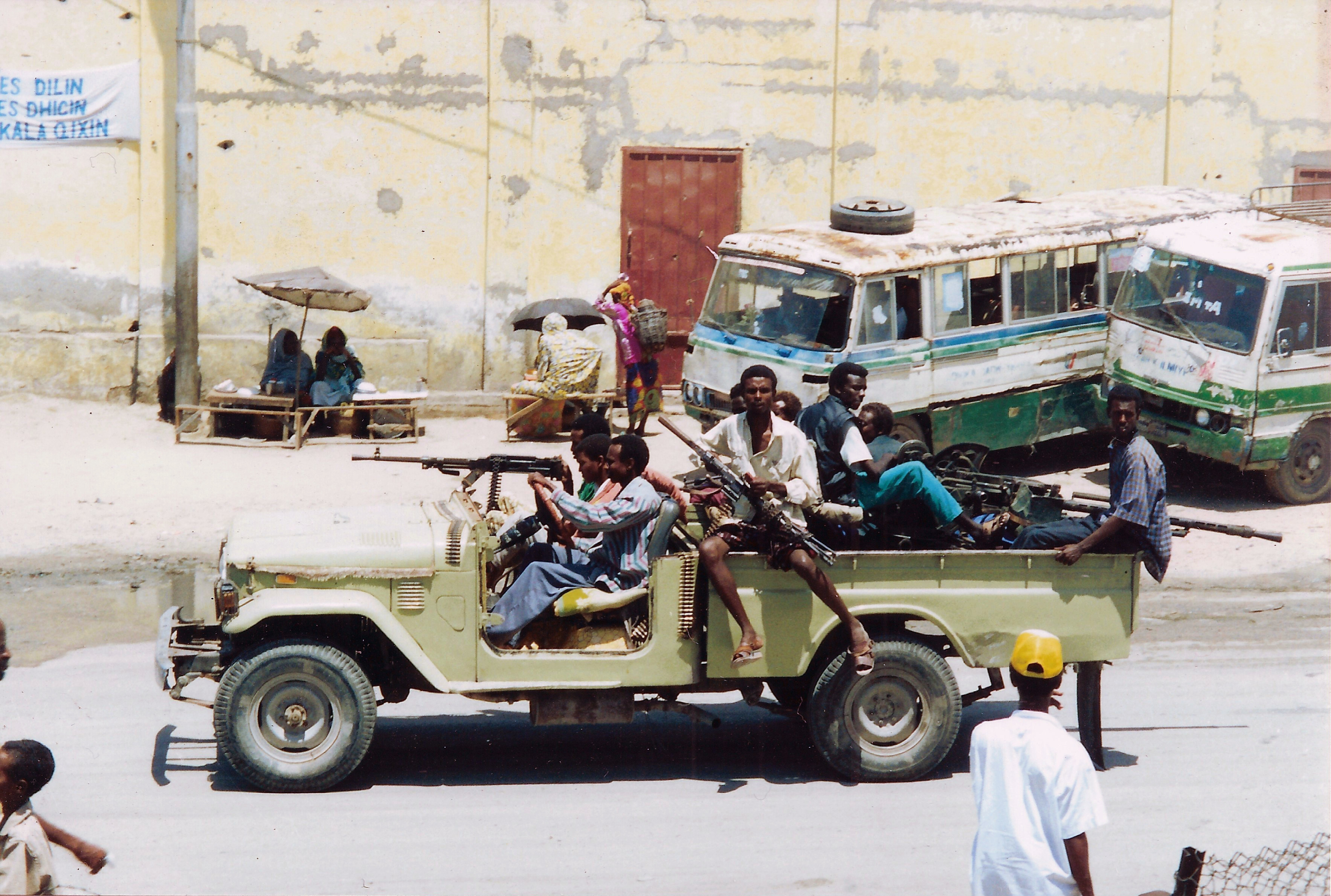
مسلحون تابعون لمحمد فارح عيديد عام 1993م خلال الحرب الأهلية

في بداية عام 1991 انهارت الحكومة المركزية الصومالية عقب ثورة ومعارضة مسلحة تمكنت من إطاحة محمد سياد برى من الحكم، ولكن بعد إطاحته لم تتمكن القوات المعارضة من إقامة حكومة جديدة وإعادة الأمن والاستقرار إلى البلاد، وبدلاً من ذلك بدءوا يتحاربون فيما بينهم على أساس القبلية، مما أدى إلى اضطرابات وحروب أهلية مدمرة جردت الأمة والبلاد من أي شيء يمكن أن يباع، وأصبحت البلاد مسرحاً للحروب الأهلية التي أهلكت الحرث والنسل، ولم تقم للصومال قائمة إلى يومنا هذا.
وفي تلك الفترة التي عمت فيها الفوضى في أرجاء البلاد فقد تم تدمير البنية التحتية لجميع المرافق العامة، ومن بينها قطاع الاتصالات العامة وما تحويه من ممتلكات وأصول بما فيها خطوط الهواتف وغيرها من معدات الاتصالات التي دُمّرت بالكامل جراء الحروب الأهلية التي تركت البلاد مجردة من أي نوع من الاتصالات، ولهذا وصل رقم الخطوط الثابتة – في الفترة ما بين (1991-1993م) - إلى نقطة الصفر؛ مما يعني انهيار قطاع الاتصالات بالكامل وخروجه من الساحة، الأمر الذي خلف آثاراً سلبية على الشعب، ومنها فقدان الارتباط والاتصال فيما بين الأسر وذويهم الذين انتشروا في أرجاء البلاد، وتركهم أيضاً دون وسيلة للاتصال مع الجالية الكبيرة من الأقارب والأصدقاء الذين يعيشون في الخارج، ولكن في تلك الفترة كان يوجد نوع من الاتصالات البسيطة في داخل البلاد بين المدن الكبيرة والقرى التي كانت تتم بواسطة الأجهزة اللاسلكية المعروفة بـ (Radiophones).

## منذ 1993

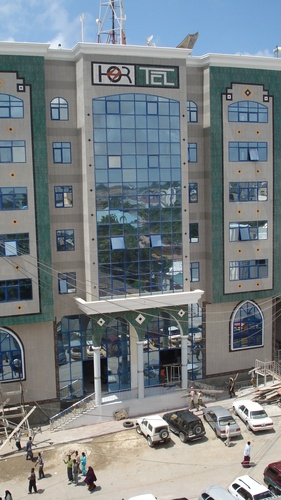
مبنى شركة Hormuud Telecom كرمز للنمو الاقتصادي في مقديشو

وفي بداية عام 1993م بدأت وتيرة الحروب الأهلية تنخفض حدتها مما كانت سابقاً، وظهر هدوء نسبي، وأخذت الأوضاع تتحسن تدريجياً، وشرع معظم الفارين من بيوتهم في المدن الكبرى بسب نيران الحرب يعودون إليها. وكانت تلك العملية كلها تتم في ظل عدم وجود حكومة تقوم بتوفير الخدمات الأساسية للشعب المغلوب على أمره، وعند ذلك رجعت موجة جديدة من رجال الأعمال الصوماليين إلى البلاد لإنشاء تجارة خاصة تخدم الاحتياجات المحلية كل بقدر استطاعته للمشاركة في بناء الحياة الطبيعية من جديد. ومن ضمن هؤلاء العائدين أصحاب الأعمال المخاطرين (Risk takers) من المغتربين الصوماليين الذين تعلموا في الغرب، إذ رأوا الفرص المتاحة في القطاع الخاص الصومالي بشكل عام، ولاسيما في صناعة الاتصالات، وأدركوا أهميتها وإمكانية إحياءها من جديد، وقاموا باستثمار مبالغ كبيرة في صناعة الاتصالات، وبدءوا تأسيس شركات خاصة توفر خدمة الاتصالات، وتم بناء البنية التحتية لصناعة الاتصالات، وإقامة الخطوط الثابتة في جميع محافظات البلاد البالغ عددها (18) محافظة؛ لسد الفراغ الخدمي في هذه الصناعة، على الرغم من كون المحافظات منقسمة تحت سيطرة أمراء الحرب.
ولكون الصومال سوقاً حراً يعتمد على معادلة الطلب والعرض، ومفتوح الأبواب للجميع بسبب غياب الهيئات الحكومية التي تنظم الأعمال، وتقيد الرخصة التجارية، وتفرض الضرائب، وتوجه تدفق الاستثمار لأغراض سياسية، فقد تم تأسيس شركات خاصة توفر خدمة الاتصالات واحدة تلو الأخرى حتى وصل عددها إلى إحدى عشرة شركة (أُنظر جدول رقم2)؛ مما حول السوق إلى منافسة شديدة تدور بين الشركات التي تسعى كل واحدة منها إلى امتلاك أكبر حصة سوقية في قطاع الاتصالات، ودفعت هذه المنافسة الشديدة أن تكون أسعار المكالمات الهاتفية في الصومال في أدنى مستوياتها مقارنة بالدول المجاورة الواقعة في شرق إفريقيا، إذ صار سعر الدقيقة خارج البلاد أقل من نصف الدولار (0.5$)، وفي الداخل أقل من (0.2$)، كما بدأت الشركات توفر خدمات مريحة من خلال تقنية متطورة جداً، إذ إن العملاء بإمكانهم تعبئة هواتف المحمولة إما عن طريق الدفع الآجل حيث يسمح لهم الدفع بالفاتورة (Post-paid)، أو شراء كارت الشحن (بطاقة التعبئة) للمحمول بمبالغ متفاوتة حسب القدرة الشرائية للعملاء عن طريق الدفع المسبق (Pre-paid)؛ حيث تتضمن بعض الكروت دولاراً واحداً، وبعضها أثنين، وبعضها خمس دولار...وهكذا.
والجدير بالذكر أن معظم الشركات التي توفر خدمة الاتصالات في البلاد هي شركات صومالية خالصة والتي يملكها رجال أعمال صوماليين؛ إذ لم يشترك مستثمرون أجانب في قطاع الاتصالات في الصومال في بداية الأمر نظراً لعدم استقرار الأوضاع في البلد، والاشتباكات الروتينية التي كانت تحدث بين حين وآخر بين القبائل أو بين زعماء الحرب المتنافسين على السلطة، مما يلحق أضراراً جسيمة بالشركات مثل انهيار مبانيها بسبب الحروب أو تدمير معداتها أو قتل موظفيها عمداً أو بغير عمد، ولكن بعد النمو والازدهار الذي حصل في قطاع الاتصالات في البلاد، فقد دخلت نسبة مئوية ضئيلة من الشركات الأجنبية في القطاع؛ لتقديم خدمة الاتصالات في البلاد إلا أنها لم تحظ بحصة سوقية كبيرة.
وقد اتصف قطاع الاتصالات في البلاد بعدم وجود معايير موحدة لأرقام الهواتف والتكرارات المستخدمة، وكانت الشركات الخاصة العاملة في الصومال تشتغل كل على حدة، وتقدم خدمة محلية أو دولية من خلال شبكتها دون ارتباط فيما بينها، وكان المشتركون المختلفون لخدمة الهواتف الثابتة أو المحمولة لا يقدرون على المكالمة مع بعضهم البعض عبر الخطوط الهاتفية المختلفة التي يستخدمونها، مما أجبر معظم المشتركين على تثبيت خطوط هاتفية ثابتة مختلفة في منازلهم أو في محلاتهم التجارية، أو أخذ شريحتين أو ثلاثة من شركات مختلفة لاستخدامها عند ما يحتاجون الاتصال بأشخاص آخرين الذين يستخدمون خطوط الشركات الأخرى.
وفعلاً أصبحت هذه مشكلة وعبئاً كبيراً على العملاء، ولكن لحل تلك المشكلة فقد بدأت مفاوضات لبناء رابطة وطنية تجمع أنظمة الشبكات أو المشغلين (Operators) في البلاد تحت مظلة واحدة، وبذلك تم تأسيس جمعية الاتصالات الصومالية (Somali telecom association) في تاريخ 9 نوفمبر 1998 على أساس مذكرة التفاهم التي وقعتها معظم شركات الاتصالات الخاصة العاملة في الصومال، وبدعم من برنامج الأمم المتحدة للتنمية (UNDP) والاتحاد الدولي للاتصالات (ITU).
وبهذا تعد جمعية الاتصالات الصومالية (STA) أول جمعية من نوعها ظهرت أثناء الحروب الأهلية في الصومال، ويقع مقرها الرئيس في دبي في الإمارات العربية المتحدة، وتتميز الجمعية بما يلي:
1.	إنها نقطة الالتقاء والترابط بين الشركات المختلفة العاملة في صناعة الاتصالات في الصومال.
2.	إنها تمثل السلطة التنفيذية المستقلة لقطاع الاتصالات في الصومال.
3.	إنها تمثل الجهة الرسمية الممثلة لشركات الاتصالات الخاصة في الصومال لدى الاتحادات الدولية والإقليمية للاتصالات.
4.	تمثل مركزاً لموارد الاتصالات الصومالية.
5.	تقدم التوجيهات اللازمة في مجالات التنمية المختلفة لتطوير الموارد البشرية وتعزيز المصالح المشتركة بين الشركات.
6.	توفر تدريبات وبرامج تطويرية؛ لتحسين مهارات المديرين والمهندسين الصوماليين من خلال الجمعية أو بالتعاون مع الاتحاد الدولي للاتصالات.
7.	تجمع البيانات والمعلومات المتعلقة بنظام الاتصالات في البلاد.
8.	تعمل بفعالية لتعزيز نمو الاتصالات في البلاد.
9.	تسهل الاتصال والعلاقات التجارية بين الشركات؛ مما أتاح للعملاء المختلفين الاتصال بعضهم ببعض رغم اختلاف الخطوط الهاتفية التي يستخدمونها.
وفي هذه الفترة، وبالتحديد عام 2001م، واجه القطاع الخاص في الصومال أزمة كبيرة، وذلك عقب أحداث إحدى عشر سبتمبر التي هزت أمريكا؛ إذ أعلنت السلطات الأمريكية في السابع من شهر أكتوبر عام 2001م عن قائمة تضم (62) شخصاً ومنظمة تتهمهم بإقامة روابط مالية مع أسامة بن لاذن، ووضعت السلطات الأمريكية شركتي «البركات الصومالية المحدودة» و«الصومال للإنترنت» على قائمة المنظمات التي تتهمها بتوفير الأموال لتنظيم «القاعدة» الذي يتزعمه أسامة ابن لاذن.
وكانت شركة «البركات» أكبر شركة صومالية في قطاع الاتصالات والبريد والصرافة، وكانت مكاتبها للصرافة والتحويلات والبريد تشتغل في (40) دولة في العالم، فضلاً عن وجود فروع لها - سواء أكانت في الاتصالات أو في الجانب المصرفي – في جميع محافظات البلاد، وكانت شركة رائدة تسيطر على حصة سوقية تقدر بـ (37%) من قطاع الاتصالات والصرافة في الصومال.
ولكن تأتي الرياح بما لا تشتهي السفن، فقد أُجبرَت شركة البركات على توقيف أعمالها بسبب قيام الإدارة الأمريكية بتجميد أصولها وأرصدتها، وإغلاق مكاتبها في الولايات المتحدة الأمريكية وفي أوروبا وبعض الدول العربية. وتوقفت أيضا خدمة الاتصالات الدولية للشركة بعد ما أغلق منفذها على الشبكة الدولية للاتصالات التي تقدمها شركتا (AT&T) الأمريكية و (British telecom) البريطانية. وبالمثل تم إغلاق خطوط الإنترنت التي كانت تقدمها شركة «الصومال للإنترنت»؛ مما أدى إلى توقف خدمة الإنترنت عن المشتركين فيها والمستخدمين بشكل عام.
وقد ترك إغلاق هاتين الشركتين آثاراً مدمرة على الصومال التي كانت تحتاج بشدة للخدمات التي تقدمها الشركتان، كما أن شركات الاتصالات الأخرى عجزت عن تحمل الضغوط الإضافية؛ لأن مئات الآلاف من الصوماليين الذين يعيشون في الخارج كانوا يستخدمون «بنك البركات» لإرسال الأموال إلى ذويهم في داخل البلاد، إذ لم يوجد نظام مصرفي في البلاد منذ سقوط نظام محمد سياد برى في 1991م، وكان الصوماليون يعتمدون أيضاً على خدمة الاتصالات التي تقدمها الشركتان سواء أكانت الخطوط الهاتفية أو خطوط الإنترنت للاتصال وتبادل المعلومات فيما بينهم. ويقول اقتصادي في هذا الصدد «إن شبكات الاتصالات في الصومال هي قلب الحياة ومصدر التعافي للشعب الصومالي، وتسمح لهم بالاتصال بأصحابهم في الخارج، وتسهل لهم المعاملات التجارية».
وفي عام 2002م فقد عاد نشاط الاتصالات لشركة «البركات» إلى العمل، ولكن بعد تغيير اسمها، حيث تشتغل باسم هرمود (Hormuud) في المحافظات الجنوبية، واسم جولس (Golis) في ولاية بونت لاند الصومالية، واسم تيليسوم (telesom) في المحافظات الشمالية للبلاد.
وعلى الرغم من كل ما ذكر يمكن لنا القول إن الفترة ما بين (1993-2002م) تعد فترة ولادة قطاع الاتصالات في الصومال من جديد وتطورها وازدهارها، إذ بلغ عدد الخطوط الهاتفية الثابتة (105000) خطاً، فضلاً عن ظهور خدمات أخرى لم تكن معروفة في الصومال من قبل مثل خدمة الهواتف المحمولة التي تعمل بالشبكات المحلية، وبعضها متصل بالقمر الصناعي (محمول الثريا) وبلغ عدد مشتركيها (48000) خطاً، فضلا عن خدمة الإنترنت التي تم توفيرها بكل سهولة، وبطرق مختلفة ومتعددة، حيث بلغ عدد مشتركيها (4500) مشتركاً، وتم فتح (59) مقهىً للإنترنت التي يقدر مستخدميها قرابة (98000) مستخدم (أنظر جدول رقم1).
وبهذا وصلت درجة توافر الخدمة في الصومال إلى (47) مدينة من المدن الكبرى الصومالية البالغ عددها (74) مدينة؛ مما يعني أن نسبة التغطية الهاتفية في الصومال تساوي (64%)، حيث بلغت الكثافة الهاتفية الثابتة في تلك الفترة إلى (1.05%)، والكثافة الهاتفية للمحمول إلى (0.48%)، مما يدل على أن (1.05%) من الشعب الصومال حصلوا على خدمة الخطوط الثابتة، وأن (0.48%) من الشعب حصلوا على خدمة الهواتف المحمولة. وعلى الرغم من أن هذه النسبة ضئيلة جداً مقارنة بنمو صناعة الاتصالات في دول العالم، إلا أنها تعد تطوراً وازدهاراً بالنظر إلى المراحل السابقة التي مر بها قطاع الاتصالات في الصومال، فضلاً عن الوضع الراهن المتدهور المعكر الذي تمر به الصومال.